# Stęszew
Stęszew is een stad in het Poolse woiwodschap Groot-Polen, gelegen in de powiat Poznański. De oppervlakte bedraagt 5,63 km², het inwonertal 5248 (2005).